# Juan Botella Medina
Juan Botella Medina (Ciudad de México, 4 de julio de 1941-Ciudad de México, 17 de julio de 1970) fue un deportista mexicano que compitió en saltos de trampolín y plataforma.
Participó en dos Juegos Olímpicos de Verano en los años 1956 y 1960, obteniendo una medalla de bronce en Roma 1960 en la prueba de trampolín individual. Ganó una medalla de bronce en los Juegos Panamericanos de 1959.

## Palmarés internacional
| Juegos Olímpicos     | Juegos Olímpicos         | Juegos Olímpicos  | Juegos Olímpicos |
| Año                  | Lugar                    | Medalla           | Prueba           |
| -------------------- | ------------------------ | ----------------- | ---------------- |
| 1960                 | Roma (Italia)            | Medalla de bronce | Trampolín 3 m    |
| Juegos Panamericanos |                          |                   |                  |
| Año                  | Lugar                    | Medalla           | Prueba           |
| 1959                 | Chicago (Estados Unidos) | Medalla de bronce | Plataforma 10 m  |